# Pecten maximus
La cappasanta atlantica (Pecten maximus Linnaeus, 1758) è un mollusco bivalve della famiglia Pectinidae.

## Descrizione
Ha conchiglie difformi, la sua valva superiore è completamente piatta e provvista di coste. È di un colore che va dal rosso al bruno, talvolta rosa o chiazzato. 

## Biologia
La cappasanta atlantica possiede fino a 200 occhi catadiottrici elementari (specie di specchi formati da strati di cristalli cubici di guanine che funzionano per riflessione) situate sul bordo della sua conchiglia.
La cappasanta atlantica è ermafrodita. La sua ghiandola genitale, detta corallo in gastronomia, è costituita da due parti: una maschile, color bianco avorio (da non confondere con il piede); l'altra femminile, rosso arancio. Queste due parti non arrivano a maturità insieme, poiché i gameti maschili precedono generalmente quelli femminili (proterandrìa).
La cappasanta atlantica può spostarsi relativamente veloce su corte distanze, per salti, schioccando le sue valve ed espellendo rapidamente l'acqua (idropropulsione).
Allo stato libero, essa può vivere una ventina d'anni. Alla sua taglia commerciale pesa circa 190 gr di cui 120 di conchiglia.